# Святые из Бундока 2: День всех святых
«Святые из Бундока 2: День всех святых» (англ. The Boondock Saints II: All Saints Day) — сиквел фильма «Святые из Бундока». Фильм продолжает историю, созданную сценаристом и режиссёром Троем Даффи о братьях МакМанус. Премьера в США, в ограниченном прокате, состоялась 30 октября 2009 года, студия прокатчик — Apparition. 9 марта 2010 года состоялся релиз на DVD и Blu-Ray.

## Сюжет
Братья, вместе со своим отцом, живут где-то в долинах Ирландии, вдалеке от их прошлой жизни. Однако вскоре им приходит известие, что кто-то из криминального мира Бостона совершил убийство их знакомого священника и обставил это как работу «святых». Братья решают вернуться, чтобы свершить новый яростный и кровавый поход против криминала и отомстить за невинную жертву.

## В ролях
- Шон Патрик Флэнери — Коннор МакМанус
- Норман Ридус — Мерфи МакМанус
- Джули Бенц — специальный агент ФБР Юнис Блум
- Клифтон Коллинз-младший — Ромео
- Дэвид Делла Рокко — Рокко
- Билли Конолли — Ноа (Ной)
- Дэвид Ферри — детектив Долли
- Брайен Махоуни — детектив Даффи
- Питер Фонда — «Римлянин»
- Джадд Нельсон — Концезио Якаветта
- Боб Марли[англ.] (англ. Bob Marley) — детектив Гринли

## Создание фильма
Успех предыдущего фильма подтолкнул компанию 20th Century Fox к тому, чтобы профинансировать продолжение, и в марте 2008 года Трой Даффи подтвердил, что новый фильм получил «зелёный свет».
Во время съёмок фильма Даффи вёл видеодневник съёмочного процесса на канале YouTube, а позднее появилось несколько видеозаписей о постпроизводстве фильма.

## Отменённый триквел
13 июня 2011 года в ходе интервью Трой Даффи сообщил о возможном продолжении «Святых», которое могло быть телевизионным сериалом. 21 марта 2012 года Фланери и Ридус сообщили, что пишется сценарий с предварительным названием «Святые из Бундока III: Святые сохраняют нас» (англ. «The Boondock Saints III: Saints Preserve Us»). Однако уже 14 сентября Ридус отмечал, что третьего фильма не будет.
26 февраля 2013 года Трой Даффи заявил, что собирается вместе с Норманом Ридусом и Шоном Патриком Фланери возобновить разговоры о «Святых из Бундока 3» в надежде, что они смогут сделать фильм реальностью для фанатов. Позже в 2013 году на выставке Calgary Comic & Entertainment Expo Фланери подтвердил, что над «Святыми из Бундока 3» работает Трой Даффи.
16 июля Даффи заявил о 50-процентной готовности сценария для нового фильма.
6 мая 2017 года Шон Патрик Фланери в социальной сети Twitter сообщил, что он и Норман Ридус отказались от участия в создании третьего фильма франшизы, без дальнейших объяснений.